# Вірхнянський Іван
Вірхнянський Іван (2 серпня 1919, Гладишев — 12 вересня 1996, Гнєвонєж) — український поет, публіцист. Друкувався під псевдонімом Вірх.

## Біографія
Народився 2 серпня 1919 р. у с. Гладишеві Новосандецького повіту (Польща). Закінчив школу в Гладишеві. У 1947 р. внаслідок операції «Вісла» був інтернований на західні землі Польщі. Повернувся в рідні місця після 1956 р., друкувався у тижневику «Наше слово», в антології «Гомін». Помер 12 вересня 1996 р. у Гнєвонєж.